# Nirgua (khu tự quản)
Nirgua là một khu tự quản thuộc bang Yaracuy, Venezuela. Thủ phủ của khu tự quản Nirgua đóng tại Nirgua. Khự tự quản Nirgua có diện tích 2274 km2, dân số theo điều tra dân số ngày 21 tháng 10 năm 2001 là 51267 người.